# Zaxid.net
Zaxid.net — аналітичне інтернет-видання Львова. Мова видання українська (до серпня 2011 року була також польська та російська). Сайт видання розпочав свою роботу 4 травня 2007 року.
Тематика — актуальні події у Світі, Україні та у м. Львові, ключові питання політичного, культурного та духовного життя суспільства, дискусії на різні теми.
Засновником ТОВ «Захід.Нет» (Zaxid.net) є ПрАТ «Телерадіокомпанія Люкс» (80 %) і Роман Андрейко (20 %). До приватного акціонерного товариства ТРК «Люкс» також входять радіостанції Lux FM (Львів), Lux FM (Київ), Радіо 24, Football 24, телеканал 24, та рекламне агентство «Люкс».
14 лютого 2022 року редакція Zaxid.net оголосила про купівлю популярної онлайн-гри «Словко», україномовного варіанту браузерної гри Wordle, після чого гра перейшла на субдомен сайту.